# Liste von internationalen Biathlonstadien
Die Liste von internationalen Biathlonstadien listet Biathlonstadien und -strecken auf, die international für die Austragung von Wettbewerben wie dem Biathlon-Weltcup oder dem IBU-Cup genutzt werden oder wurden.
Der angegebene Ort deckt sich nicht immer mit dem tatsächlichen Standort des Stadions, da Veranstalter der Wettkämpfe und die Betreiber der Anlagen manchmal in der nächsten größeren Stadt ihren Sitz haben, wie es beispielsweise beim Wintersportzentrum Tjumen der Fall ist. Ähnlich ist es bei Veranstaltungen wie den Weltcuprennen in Antholz. Das Stadion liegt am oberen Ende im Antholzer Tal auf dem Gebiet der Gemeinde Rasen-Antholz, für die Wettkämpfe hat sich jedoch über die Jahre Antholz etabliert, weshalb man heute oft vom Weltcup in Antholz spricht.

## Biathlonstrecken
| Ort                                      | Stadionname                                                      | Land        | Eröffnung | Plätze | Anmerkung | Position | Bild                                                                       |
| ---------------------------------------- | ---------------------------------------------------------------- | ----------- | --------- | ------ | --- | -------- | -------------------------------------------------------------------------- |
| Ål                                       | Liatoppen Skisenter                                              | Norwegen    | –         | –      | IBU-Cup | Standort |                                                                            |
| Almaty                                   | Alatau Langlauf- und Biathlonstadion                             | Kasachstan  | 2010      | 6.200  | Winter-Asienspiele 2011, Winter-Universiade 2017                                                                                    | Standort |                                                                            |
| Altenberg                                | Sparkassen-Arena Osterzgebirge                                   | Deutschland | –         | –      | IBU-Cup, WM 1967 | Standort | Biathlonstadion in Altenberg                                               |
| Antholz                                  | Südtirol Arena                                                   | Italien     | 1971      | 9.000  | Weltcup, WM 1975, WM 1976, WM 1983, WM 1995, WM 2007, WM 2020, Olympische Spiele 2026                                               | Standort | Südtirol Arena 2008                                                        |
| Bansko                                   | –                                                                | Bulgarien   | –         | –      | IBU-Cup, EM 2007, EM 2013 | Standort |                                                                            |
| Bayerisch Eisenstein                     | Hohenzollern Skistadion                                          | Deutschland | 1984      | –      | IBU-Cup, EM 2022 | Standort |                                                                            |
| Beitostølen                              | Skistadion Beitostølen                                           | Norwegen    | –         | –      | Weltcup (zuletzt 2004), IBU-Cup | Standort |                                                                            |
| Bessans                                  | Stade de Biathlon Haute-Maurienne                                | Frankreich  | –         | –      | IBU-Cup, EM 2001, Junioren-WM 2004, Sommerbiathlon-WM 2008                                                                          | Standort |                                                                            |
| Brusson                                  | –                                                                | Italien     | –         | –      | IBU-Cup | Standort | Schießstand Brusson                                                        |
| Canmore                                  | Canmore Nordic Centre                                            | Kanada      | 1987      | 10.000 | Weltcup, IBU-Cup, Olympische Spiele 1988, Junioren-WM 2009                                                                          | Standort |                                                                            |
| Cesana-San Sicario                       | Centro Olimpico di Biathlon                                      | Italien     | –         | 6.500  | Weltcup (nur 2005), Olympische Spiele 2006                                                                                          | Standort | Stadion Cesana-San Sicario                                                 |
| Chanty-Mansijsk                          | Wintersportzentrum Chanty-Mansijsk                               | Russland    | 1994      | 15.000 | Weltcup, WM 2003, WM 2011 | Standort | Ski Center Chanty-Mansijsk 2007                                            |
| Cheile Grădiștei                         | Cheile Grădiștei Fundata                                         | Rumänien    | –         | –      | Europäisches Olympisches Jugendfestival 2013, Sommerbiathlon-Weltmeisterschaften 2015, Jugend- und Juniorenweltmeisterschaften 2016 | Standort |                                                                            |
| Clausthal-Zellerfeld (Sankt Andreasberg) | Landesleistungszentrum Biathlon auf dem Sonnenberg               | Deutschland | –         | –      | IBU-Cup(früher) | Standort | Loipe in Sankt Andreasberg                                                 |
| Duszniki-Zdrój                           | Duszniki-Arena                                                   | Polen       | –         | –      | IBU-Cup, Sommerbiathlon-WM 2001 und 2010, EM 2017 und 2021                                                                          | Standort | Schießstand in Duszniki-Zdrój                                              |
| Erzurum                                  | Kandilli Nordic Center                                           | Türkei      | –         | –      | Winter-Universiade 2011 | Standort |                                                                            |
| Forni Avoltri                            | Carnia Arena International Biathlon Centre                       | Italien     | –         | –      | IBU-Cup, EM 2003, Sommerbiathlon-WM 2003 und 2013, Junioren-WM 1997, Europ. Olymp. Winter-Jugendfestival 2023                       | Standort |                                                                            |
| Fort Kent                                | 10th Mountain Center                                             | USA         | –         | –      | Weltcup (zuletzt 2011), Nationale Meisterschaften                                                                                   | Standort |                                                                            |
| Geilo                                    | Birkebeineren Ski- und Biathlonstadion                           | Norwegen    | –         | –      | IBU-Cup | Standort |                                                                            |
| Gelsenkirchen                            | Veltins-Arena                                                    | Deutschland | 2001      | 52.000 | Verwendung des Fußballstadions für die World Team Challenge                                                                         | Standort |                                                                            |
| Goms                                     | Nordisches Zentrum Goms                                          | Schweiz     | 2023      | –      | Alpencup, IBU-Junior-Cup | Standort |                                                                            |
| Haanja                                   | Freizeit- und Sportzentrum Haanja                                | Estland     | –         | –      | IBU-Junior-Cup, Baltic Cup | Standort |                                                                            |
| Hochfilzen                               | Langlauf- und Biathlonzentrum Hochfilzen                         | Österreich  | 1967      | 15.000 | Weltcup, WM 2005, WM 2017 | Standort | Biathlonstadion Hochfilzen Frühjahr 2010                                   |
| Idre                                     | –                                                                | Schweden    | –         | 5.000  | IBU-Cup | Standort |                                                                            |
| Ischewsk                                 | –                                                                | Russland    | –         | –      | IBU-Cup, EM 1999 | Standort |                                                                            |
| Itasca                                   | Mt. Itasca Winter Sports Center                                  | USA         | –         | –      | Nor-Am Cup, Nationale Meisterschaften                                                                                               | Standort |                                                                            |
| Jablonec nad Nisou                       | Sportovní centrum MV-biatlonová střelnice                        | Tschechien  | –         | –      | IBU-Cup | Standort |                                                                            |
| Jakuszyce                                | Dolnośląskie Centrum Sportu Polana Jakuszycka                    | Polen       | –         | –      | Junioren-WM 2027, IBU-Junior-Cup | Standort |                                                                            |
| Jericho                                  | Ethan Allen Firing Range                                         | USA         | –         | –      | Nor-Am Cup | Standort |                                                                            |
| Kaltenbrunn                              | Biathlonstadion Kaltenbrunn                                      | Deutschland | –         | –      | IBU-Cup | Standort |                                                                            |
| Kontiolahti                              | Kontiolahden ampumahiihtokeskus                                  | Finnland    | –         | 21.000 | Weltcup, WM 1999, WM 2015, EM 1994, EM 2002                                                                                         | Standort |                                                                            |
| Krasnaja Poljana                         | Laura Biathlon- und Skilanglaufzentrum                           | Russland    | 2013      | 7.500  | Weltcup, Olympische Spiele 2014 | Standort |                                                                            |
| La Patrie                                | –                                                                | Kanada      | –         | –      | Nor-Am Cup | Standort |                                                                            |
| Lahti                                    | Stadion Lahti                                                    | Finnland    | –         | –      | WM 1981, WM 1987, WM 1991, WM 2000, Weltcup (zuletzt 2007)                                                                          | Standort | Blick auf das Stadion von der Großschanze im Sommer                        |
| Lake Placid                              | Lake Placid Olympic Sports Complex Cross Country Biathlon Center | USA         | –         | –      | Weltcup (zuletzt 2004), Olympische Spiele 1980                                                                                      | Standort | Biathlonstadion Lake Placid                                                |
| Lantsch/Lenz                             | Roland Arena (ursprünglich: Biathlon Arena Lenzerheide)          | Schweiz     | 2013      | –      | WM 2025, Weltcup (nur 2023/24), IBU-Cup, JWM 2020                                                                                   | Standort | Roland Arena in Lantsch/Lenz während der Biathlon-Weltmeisterschaften 2025 |
| Le Grand-Bornand                         | Stade de Biathlon Sylvie Becaert                                 | Frankreich  | 2010      | 20.000 | Weltcup, IBU-Cup, EM 1995 | Standort | Stadion in Le Grand Bornand                                                |
| Les Saisies                              | Domaine nordique des Saisies                                     | Frankreich  | –         | –      | Weltcup (nur 1991), Olympische Spiele 1992                                                                                          | Standort |                                                                            |
| Lillehammer                              | Birkebeineren-Skistadion                                         | Norwegen    | –         | 13.500 | Weltcup, Olympische Spiele 1994 | Standort | Birkebeiner Skistadion                                                     |
| Madona                                   | Smeceres sils                                                    | Lettland    | –         | –      | Junioren-EM 2023, Baltic Cup | Standort |                                                                            |
| Martell                                  | Biathlonzentrum Martelltal                                       | Italien     | –         | –      | IBU-Cup, Junioren-WM 2007 | Standort |                                                                            |
| Minsk                                    | Wintersportkomplex Raubitschy                                    | Belarus     | –         | –      | IBU-Cup, WM 1974, WM 1982, WM 1990, EM 1998, EM 2019, EM 2020                                                                       | Standort | Wintersportkomplex Raubitschy                                              |
| Notschrei                                | Nordic-Center-Notschrei                                          | Deutschland | –         | –      | IPC Weltcup-Finale Langlauf und Biathlon                                                                                            | Standort |                                                                            |
| Nové Město na Moravě                     | Vysočina Arena                                                   | Tschechien  | 2006      | 35.000 | Weltcup, IBU-Cup, WM 2013, EM 2008, EM 2014, WM 2024                                                                                | Standort |                                                                            |
| Nowosibirsk                              | Biatlonnyy kompleks                                              | Russland    | –         | –      | IBU-Cup | Standort |                                                                            |
| Nozawa Onsen                             | Biathlonstadion Nozawa Onsen                                     | Japan       | –         | –      | Weltcup (nur 1997), Olympische Spiele 1998                                                                                          | Standort |                                                                            |
| Oberhof                                  | Lotto Thüringen Arena am Rennsteig                               | Deutschland | 1983      | 11.000 | Weltcup, WM 2004, WM 2023 | Standort | DKB-Ski Arena Oberhof 2009                                                 |
| Obertilliach                             | Langlauf- und Biathlonzentrum Osttirol                           | Österreich  | 2003      | –      | IBU-Cup | Standort |                                                                            |
| Oberwiesenthal                           | Sparkassen-Skiarena                                              | Deutschland | 1978      | –      | nationale und internationale Wettbewerbe; Umbau von 2005 bis 2006                                                                   | Standort | Sparkassen-Skiarena am Fichtelberg                                         |
| Oslo                                     | Biathlonstadion am Holmenkollen                                  | Norwegen    | –         | 16.000 | Weltcup, WM 1986, WM 2000, WM 2016                                                                                                  | Standort |                                                                            |
| Osrblie                                  | Národné biatlonové centrum Osrblie                               | Slowakei    | 1981      | –      | Weltcup (zuletzt 2003), IBU-Cup, WM 1997, EM 2012                                                                                   | Standort |                                                                            |
| Otepää                                   | Tehvandi spordikeskus                                            | Estland     | –         | –      | Weltcup, IBU-Cup, Sommerbiathlon-WM 2007, EM 2010, EM 2015                                                                          | Standort | Tehvandi Sport Center                                                      |
| Östersund                                | Östersunds skidstadion                                           | Schweden    | –         | 15.000 | Weltcup, WM 1970, WM 2008, WM 2019                                                                                                  | Standort | Östersunds skidstadion Biathlon beim Weltcup 2012                          |
| Pokljuka                                 | Biatlonski stadion Pokljuka                                      | Slowenien   | –         | 7.000  | Weltcup, WM 2001, WM 2021 | Standort | Biathlon-Weltcup 2010 in Pokljuka                                          |
| Prémanon                                 | Stade Nordique des Tuffes „Jason Lamy Chappuis“                  | Frankreich  | –         | –      | IBU-Cup, Olympische Jugend-Winterspiele 2020                                                                                        | Standort |                                                                            |
| Presque Isle                             | Nordic Heritage Center                                           | USA         | –         | –      | Weltcup, Junioren-WM 2006 | Standort |                                                                            |
| Pyeongchang                              | Alpensia Biathlon Centre                                         | Südkorea    | 2008      | 7.500  | Weltcup, WM 2009, Olympische Spiele 2018                                                                                            | Standort |                                                                            |
| Ruhpolding                               | Chiemgau-Arena                                                   | Deutschland | 1964      | 14.000 | Weltcup, IBU-Cup, WM 1979, WM 1985, WM 1996, WM 2012                                                                                | Standort | Chiemgau-Arena 2013                                                        |
| Ridnaun                                  | Biathlon-Trainingszentrum Ridnaun                                | Italien     | –         | –      | IBU-Cup, EM 1996, EM 2011, EM 2018                                                                                                  | Standort |                                                                            |
| Schtschutschinsk                         | Nationales Skisportzentrum                                       | Kasachstan  | 2018      | –      | Junioren-WM 2023 | Standort |                                                                            |
| Sjusjøen                                 | Sjusjøen Skisenter                                               | Norwegen    | 2003      | 12.000 | IBU-Cup | Standort |                                                                            |
| Tjumen                                   | Wintersportzentrum „Die Perle Sibiriens“                         | Russland    | 2009      | 6.500  | Weltcup, EM 2016, Sommerbiathlon-Weltmeisterschaften 2014                                                                           | Standort |                                                                            |
| Torsby                                   | Torsby Skidtunnel & Sportcenter                                  | Schweden    | –         | 1.500  | IBU-Cup; Junioren-WM 2010 | Standort |                                                                            |
| Trondheim                                | Granåsen Skisenter                                               | Norwegen    | –         | –      | Weltcup (zuletzt 2009) | Standort |                                                                            |
| Ufa                                      | –                                                                | Russland    | –         | –      | IBU-Cup, Sommerbiathlon-WM 2006, EM 2009                                                                                            | Standort |                                                                            |
| Uwat                                     | Biathlon Center Alexander Iwanowitsch Tichonow                   | Russland    | 2000      | –      | IBU-Cup | Standort |                                                                            |
| Valcartier                               | Myriam Bédard Training Centre                                    | Kanada      | –         | –      | Nor-Am Cup | Standort |                                                                            |
| Wasatch County                           | Soldier Hollow                                                   | USA         | –         | –      | Weltcup, Olympische Spiele 2002 | Standort | Soldier Hollow bei den Olympischen Winterspielen 2002                      |
| West Yellowstone                         | –                                                                | USA         | –         | –      | Nor-Am Cup | Standort |                                                                            |
| Whistler                                 | Whistler Olympic Park                                            | Kanada      | –         | –      | Weltcup (nur 2009), Olympische Spiele 2010                                                                                          | Standort |                                                                            |
| Windischgarsten                          | Biathlon- und Langlaufarena Pyhrn-Priel – Rosenau                | Österreich  | 1991      | –      | IBU-Cup, EM 1997 | Standort |                                                                            |
| Zakopane-Kościelisko                     | –                                                                | Polen       | –         | –      | IBU-Cup, WM 1969, EM 2000, Junioren-WM 2003                                                                                         | Standort |                                                                            |